# Гуменная, Евдокия Кузьминична
Евдоки́я Кузьми́нична Гуменна́я, известная под псевдонимом Докия Гуменна (укр. До́кія Кузьмі́вна Гуменна́; 10 (23) марта 1904, Жашков, Таращанский уезд, Киевская губерния, Российская империя — 4 апреля 1996, Нью-Йорк, США), — украинская писательница-эмигрант, член эмигрантского литературного объединения «Слово». Начала публиковаться на Украине в середине 1920-х годов, литературное наследие составляет более 30 томов.

## Биография
Родилась в крестьянской семье в Жашкове (ныне город в Черкасской области). Окончила педагогическое училище в пгт. Ставище, обучалась в Институте народного просвещения. Начала публиковаться с 1924 года, стала членом союза крестьянских писателей «Плуг». За критику антиукраинских высказываний Фёдора Гладкова, в свою очередь, подверглась официальной критике.
В 1924 году опубликован её первый очерк «В степи». В 1920—1930 годах публиковала очерки, репортажи, рассказы, повести («Кампания», 1931) в журналах «Червоний шлях», «Радянська література» и т. д. Её репортажи «Стрелка колеблется» (1930) и «Эх, Кубань, ты Кубань хлеборобная» (1931), повесть «Кампания» обратили на себя внимание партийной цензуры.
С наступлением волны репрессий против «украинского буржуазного национализма» (начало 1930-х) Докия Гуменна прекратила публиковаться вплоть до начала Второй мировой войны.
В 1937 году приняла участие в археологической экспедиции при раскопках поселения трипольской культуры близ села Халепье в Киевской области под руководством Татьяны Пассек, при участии Евгения Кричевского, Михаила Макаревича, Виктора Петрова, Неонилы Кордыш. Впечатления и исторические размышления легли в основу рассказов и очерков («Ромашки на склонах», «Из истории седой старины», «Тайна черепка»), а также отразились в мемуарах писательницы.
В октябре 1940 года газета «Правда» опубликовала рецензию на повесть Докии Гуменной «Вирус» (А. Фарбер «Лживая повесть») с «марксистской критикой» взглядов автора. В повести, на примере одного из областных отделов здравоохранения, в сатирическом ключе рассматривался бюрократизм советского аппарата.
При наступлении немцев на Киев писательница отказалась от эвакуации и осталась в городе. В первый же месяц оккупации она наладила связи с членами Союза украинских писателей, вступила в организацию «Просвіта». В 1941 году на страницах приложения к литературному еженедельнику «Українське слово», выходившего под редакцией Олены Телиги, Докия Гуменна опубликовала новеллу «Пахощі польових квітів».
Вскоре немцы распустили Союз украинских писателей, а его руководители (поэтесса О. Телига и её супруг, И. Ирлявский, И. Рогач) погибли в застенках гестапо (по другой версии, были расстреляны в Бабьем Яру). Поскольку Докия Гуменна практически не появлялась на людях, многие[кто?] считали, что она также погибла в гестапо. В действительности, с апреля 1942 года Докия Гуменна работала младшим научным сотрудником Музея-архива переходного периода.
При наступлении советских войск на Киев она выехала сначала во Львов, затем в Австрию, где начала публиковать свои произведения, которые не могли быть опубликованы на Украине. В Зальцбурге вышла книга новелл «Кулацкая вилия» (1946). Её дальнейшая жизнь и творчество были связаны с Чехословакией, Австрией, Германией, Италией, Канадой и США.
Эмигрировав в США, Докия Гуменна продолжила активный литературный труд. Её главное произведение — 4-томная эпопея «Дети Чумацкого Шляха» (Мюнхен—Нью-Йорк, 1948—1951).
Скончалась 4 апреля 1996 в Нью-Йорке. Похоронена на украинском православном кладбище в Саут-Баунд-Бруке, штат Нью-Джерси.

## Сочинения
- Гуменна Д. Благослови, Мати!: Казка-есей. — К.: Вид. дім «КМ Academia», 1994. — 288 с.
- Гуменна Д. Дар Евдотеї. — Балтимор — Торонто: Смолоскип ім. В. Симоненка, 1990. — Кн. 1.; Дар Евдотеї: Іспит пам’яті: кн. 1. — К.: Дніпро, 2004. — 520 с.
- Гуменна Д. Діти Чумацького Шляху. Роман у 4 кн. — Мюнхен: Українська трибуна, 1947—1948. -Кн. 1-3; Кн. 4. — Нью-Йорк, 1951.
- Гуменна Д. Епізод із життя Европи Критської. Феєрія. — Нью-Йорк, 1957. — 142 с.
- Гуменна Д. Жадоба. Оповідання. — Нью-Йорк: ОУП «Слово», 1959. — 217 с.
- Гуменна Д. Мана. Повість. — Нью-Йорк, 1952. — 98 с.
- Гуменна Д. Минуле пливе в прийдешнє: розповідь про Трипілля. — Нью-Йорк, 1978. — 384 с.
- Гуменна Д. Небесний змій: Фантастична повість на тлі праісторії. — Нью-Йорк, 1982. — 262 с.
- Гуменна Д. Хрещатий Яр: Роман-хроніка / Упоряд. О. Кучерук. — К.: Вид-во ім. О. Теліги, 2001. −408 с.
- Гуменна Д. Чотири сонця. Оповідання і новели. — Нью-Йорк: Слово, 1969. — 247 с.